# Francouzská kuchyně
Francouzská kuchyně je styl vaření na území Francie, který se vyvíjel celá staletí. Způsob přípravy jídel francouzské kuchyně významně ovlivnil kuchyně téměř všech západních evropských zemí. Sýr a víno jsou její hlavní součástí s mnoha variacemi podle označení původu zboží (Appellation d'origine contrôlée - AOC). V listopadu roku 2010 byla francouzská gastronomie přidána organizací UNESCO na Světový seznam nemateriálního kulturního dědictví UNESCO.
Už ve středověku napsal šéfkuchař francouzského královského dvora Guillaume Tirel (aka Taillevent) kuchařku Le Viandier, jednu z nejranějších sbírek receptů středověké Francie. La Varenne v 17. století a Marie-Antoine Carême (šéfkuchař Napoleona) v 19. století se přikláněli k menšímu používání koření a k hojnějšímu využívání bylin a jemných ingrediencí, což byl začátek moderní kuchyně. Francouzská kuchyně byla kodifikována ve 20. století Georgem Augustem Escoffierem a stala se moderní verzí haute cuisine (vysoké kuchyně). Cestování za gastronomií a Michelinův průvodce pak francouzskou kuchyni dále proslavily.

## Historie
Existuje mnoho pokrmů, které jsou dnes považovány za součást francouzské národní kuchyně a které se vyvíjely po celá staletí. Patří mezi ně haute cuisine (vysoké kuchyně), ale také regionální pokrmy, které se staly normou po celé zemi.

### Středověk

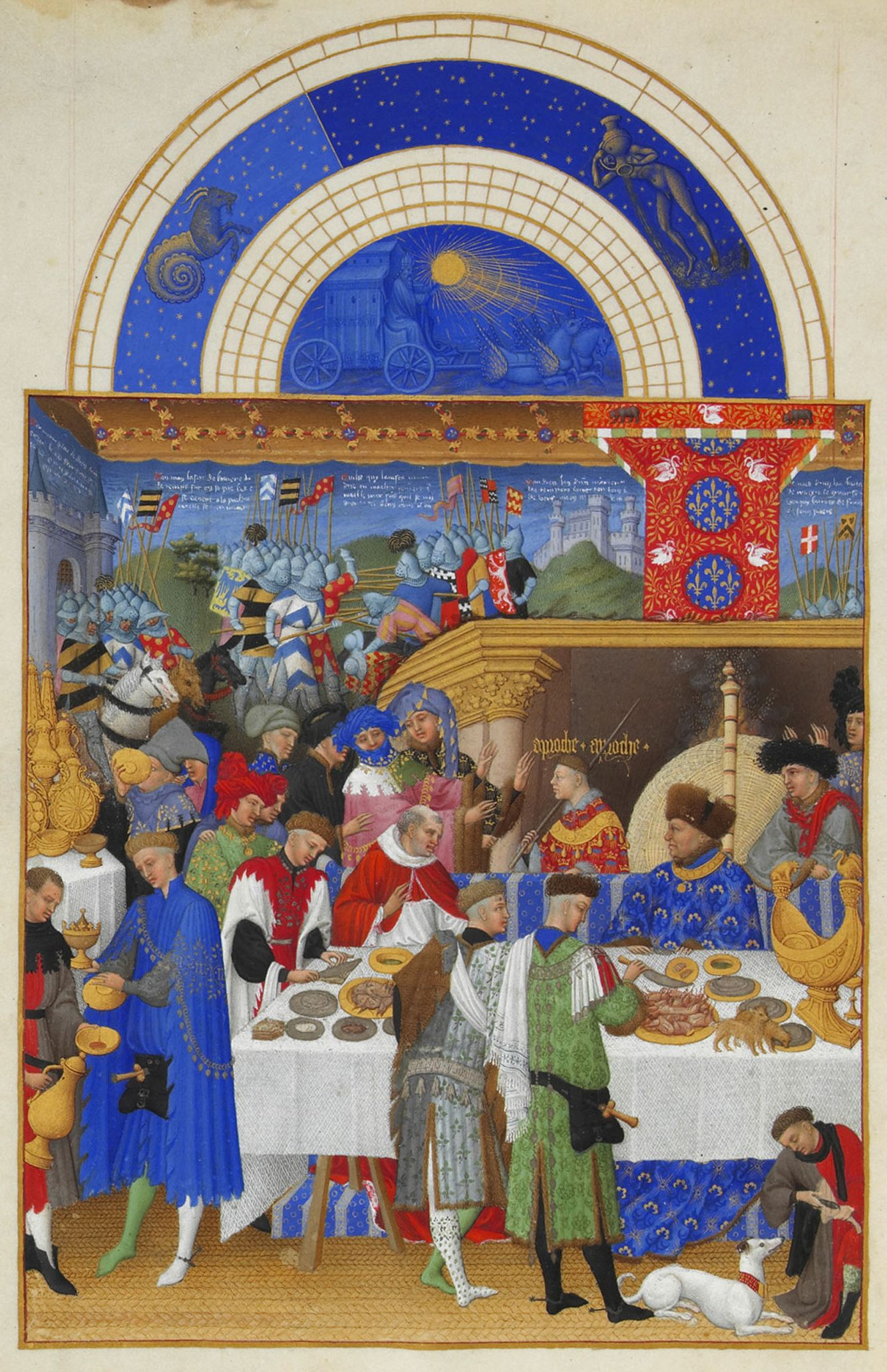
Jan z Berry na velké hostině. Na stole vlevo od vévody je zlatá solnička ve tvaru lodi, ilustrace z Přebohatých hodinek vévody z Berry, asi 1410

Národní kuchyně se začala formovat ve středověku působením zkušených kuchařů. Vyvíjela se především v Paříži, neboť jejími hybateli byli hlavně královští kuchaři. Postupně se rozšířila po celé zemi i do zámoří.
Mezi aristokracií byly oblíbené rauty, kdy se jídlo servírovalo service en confusion. Najednou bylo podáváno víc chodů. Jídlo se obvykle jedlo rukama. Omáčky byly silně kořeněné a husté, používaly se i silně ochucené hořčice. Koláče byly také podávány, ale jako křehké pečivo se začaly připravovat až na konci pozdního středověku.
Hostina začínala chodem entrée de table a končila issue de table. Ten se později změnil v dezert, kdy bylo podáváno dražé (kořeněné kousky z tvrzeného cukru nebo medu), zrající sýr a kořeněná vína.
Hospodářská zvířata se porážela na počátku zimy. Hovězí maso se nasolilo, vepřové maso se také nasolilo nebo vyudilo. Slanina a párky se udily v komíně, šunka se ponořila do slaného nálevu a vysušila. Během Velikonočního půstu se jedlo solené maso mořských savců jako je velryba, delfín nebo sviňucha. V rybnících (stews) chovali kapry, štiky, líny, cejny, úhoře a další ryby. Drůbež byla držena ve speciálních dvorech spolu s holuby a holoubaty. Byla vyhrazena pro elitu. Zvěřina byla vzácná a zahrnovala srnčí a jelení maso, prase divoké, zajíce, králíky a ptáky.
Pěstovaly se byliny jako mochna husí, routa, máta a yzop. Používali se dnes téměř neznámá koření – kubéba, pepř dlouhý, zrnka ráje a galengale. Dnes oblíbené koření bylo vzácné a velmi drahé – pepř černý, skořice, hřebíček, muškátový oříšek, a muškátový květ.
Velký důraz byl kladen na vzhled pokrmů. Zelené barvy bylo dosaženo přidáním šťávy ze špenátu a zelené části pórku, žluté barvy přidáním šťávy ze šafránu nebo vaječných žloutků, červené barvy šťávou ze slunečnice a fialové barvy z tinctoria Crozophora nebo Heliotropium europaeum. Zlaté a stříbrné lístky se položily na povrch jídla a potřely vaječným bílkem. Tak vznikala okázalá jídla, jako třeba moučník tourte parmerienne, který vypadá jako hrad s věžemi pokrytými plátky zlata. Jedním nejokázalejších kuchařských výtvorů byla pečená labuť nebo páv, jejich upečené maso bylo zašité zpět do neporušené kůže s peřím a s pozlacenýma nohama a zobákem.
Nejznámější francouzský šéfkuchař středověku byl Guillaume Tirel, také známý jako Taillevent. Pracoval v průběhu 14. století v mnoha královských kuchyních. Působil jako kuchař krále Filipa IV., poté francouzského dauphina (Karel V.), který byl synem krále Jana II. Francouzského. Jeho kariéra trvala šedesát šest roků a jeho honosný náhrobek jej znázorňuje v brnění a se štítem.

### 15. až 16. století
Během 15. až 16. století působilo v Paříži mnoho vysoce kvalifikovaných kulinářů. Potraviny se prodávaly na trzích. Nejznámější byly Les Halles, la Mégisserie, které se nacházely v ulici Rue Mouffetard.
Příprava pokrmů byla řízena cechovním systémem, který se vyvinul už ve středověku. Existovaly tři skupiny cechů. První skupina dodávala suroviny – řezníci, obchodníci s rybami, obchodníci s obilím, a zahradníci. Druhá skupina dodávala hotová jídla – pekaři, cukráři, omáčkáři, drůbežáři a kuchaři. Třetí skupina nabízela suroviny i hotová jídla, byli to uzenáři a dodavatelé grilovaných pokrmů. Cechy vychovávaly své členy a udělovaly jim hodnosti kuchař-asistent, plně kvalifikovaný kuchař a šéfkuchař. Ti, kteří dosáhli úrovně mistra kuchaře, měli vysoké příjmy a pracovní jistotu.
Během 15. a 16. století přejala francouzská kuchyně mnoho nových potravin z Nového světa. Pokrm nazývaný cassoulet pochází z dob objevení Ameriky a dovozu fazolí, které tvoří hlavní součást tohoto pokrmu. Před objevem Ameriky Kryštofem Kolumbem nebyly fazole v Evropě známé.

### 17. století - začátek 18. století
Základy haute cuisine (vysoké kuchyně) položil v 17. století kuchař La Varenne. Byl autorem první francouzské kuchařky. Kniha obsahuje dvě části – jednu pro masové dny a jednu pro dny půstu. Jeho recepty znamenaly změnu ve vaření, nové techniky zaměřené na vytváření lehčích jídel a vznik koláčů jako jednotlivého pečiva. La Varenne také vydal v roce 1667 knihu o pečivu Le Parfait confiturier (také Le François Confiturier), která nastolila standardy haute cuisine pro dezerty a pečivo.
Šéfkuchař François Massialot napsal v roce 1691 knihu Le Cuisinier roïal et bourgeois, která obsahuje menu podávaná na královských dvorech v roce 1690. Jeho kniha je prvním seznamem abecedně řazených receptů a předchůdcem prvních kulinářských slovníků. Tato kniha obsahuje první tištěný recept na marinádu pro drůbež a pernatou zvěř a druhým typem marinády pro ryby a korýše.
Další aktualizace Le Cuisinier roïal et bourgeois obsahovaly různá zdokonalení vaření, například přidání skleničky vína do rybího vývaru. Vydání z roku 1712 Le Nouveau cuisinier royal et bourgeois bylo už ve dvou svazcích. Zahrnovalo jednodušší způsoby přípravy jídel a přípravu ragú jako jednoduchého jídla.

### Pozdní 18. století – 19. století

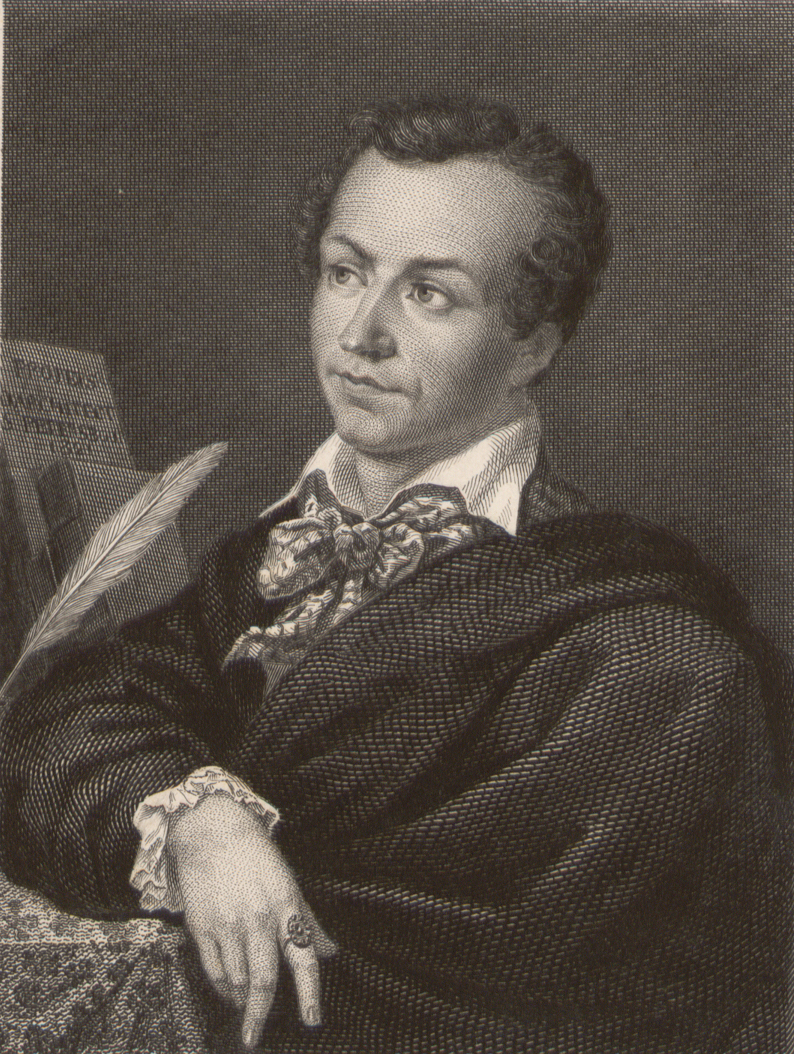
Marie-Antoine Carême

Francouzská revoluce zrušila cechy. Kterýkoliv šéfkuchař tak mohl vyrábět a prodávat veškeré kulinářské výrobky. Marie-Antoine Carême se narodil v roce 1784, pět let před začátkem revoluce, a stal se známým pro svoje extravagantní výtvory z pečiva a cukru (pièces montèes). Objevil ho Charles Maurice de Talleyrand-Périgord, který hledal kuchaře pro francouzského císaře Napoleona Bonaparta. Carême zavedl styl vaření, kde byla základem omáčka. Nazval jí matka omáčka nebo fond, tedy zaklad. Tyto základní omáčky – espagnole, velouté a bešamel jsou známé dodnes. Carême měl ve svém repertoáru přes sto omáček. Byly vyráběny ve velkém množství jako základ dalších omáček. V jeho spisech se poprvé objevil pokrm zvaný soufflé.
Pro vaření byly významné jeho knihy Le Maître d'hôtel français (1822), Le Parisien Cuisinier (1828) a L'Art de la française au cuisine dix-neuvième siècle (1833–1835).

### Konec 19. století - začátek 20. století

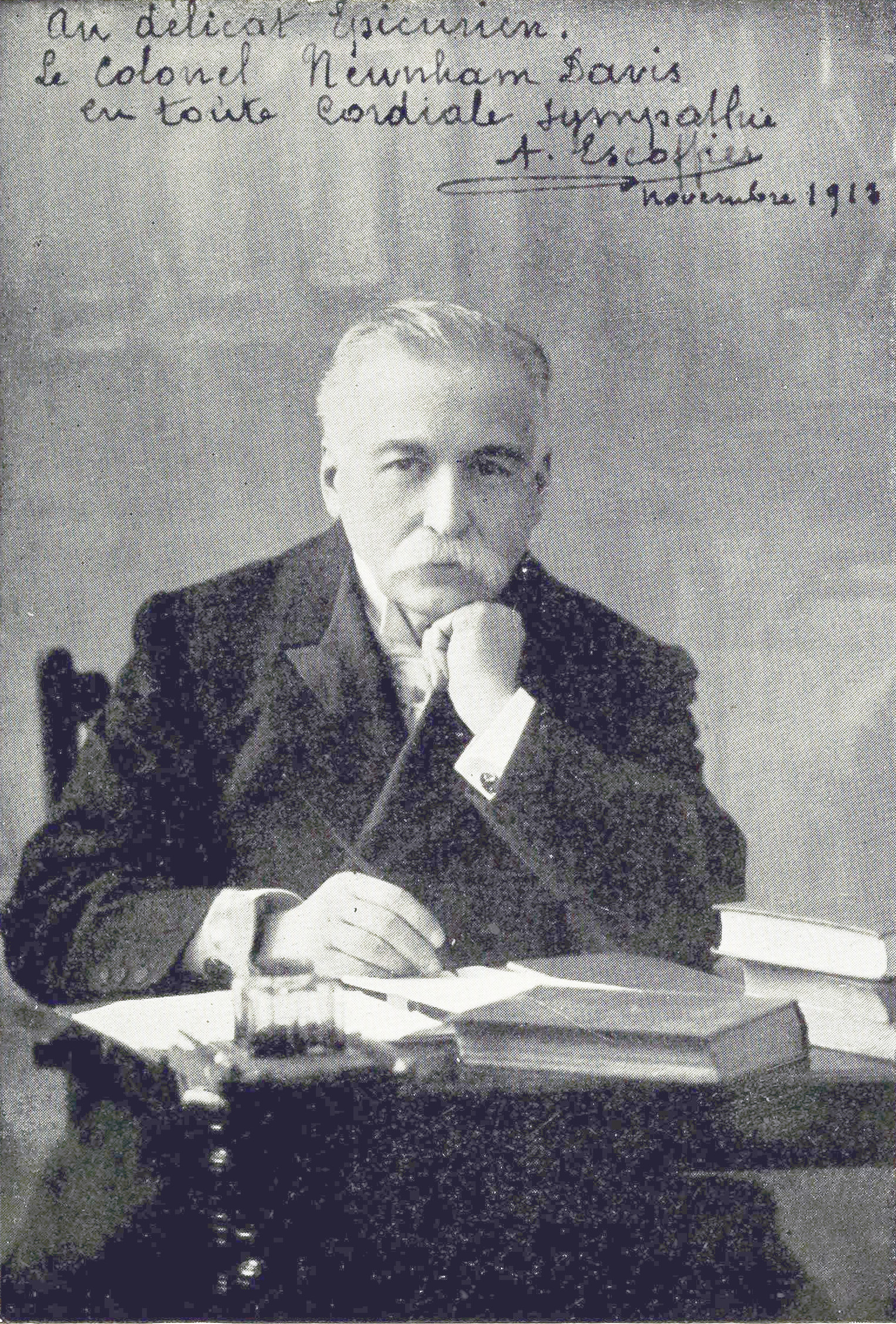
Georges Auguste Escoffier

Georges Auguste Escoffier je ústřední postavou modernizace haute cuisine. Během let 1880–1890 ovlivnil některé velké hotely v Evropě a Americe. Pracoval v hotelu Savoy, který řídil César Ritz, a během let 1898 a 1921 v hotelu Carlton. Rozdělil profesionální kuchyni do pěti samostatných sekcí. Byl to garde manger, který připravoval studenou kuchyni, entremettiera připravoval brambory a zeleninu, rôtisseur připravoval pečené, grilované a smažené pokrmy, saucier připravoval omáčky a polévky a pâtissier připravoval veškeré pečivo a dezerty. Tento systém znamenal, že na přípravě jednoho jídla pracovalo víc kuchařů. Výroba jídla Oeufs au plat Meyerbeer dříve trvala 15 minut, zatímco v novém systému bylo jídlo připraveno v kratším čase.
Escoffier zavedl pořadí jídel v menu a v roce 1912 vydal knihu Livre des menu. Zavedl také service à la Russe (ruské servírování jídel samostatně na jednotlivých podnosech), který zpopularizoval v roce 1860 Félix Urbain Dubois. Jeho největším přínosem byla kniha Le Guide Culinaire z roku 1903, která položila základy francouzskému kuchařskému umění. Na knize spolupracovali Phileas Gilbert, E. Fetu, A. Suzanne, B. Reboul, Ch. Dietrich, A. Caillat a další.
Le Guide Culinaire omezil používání těžkých omáček a začal využívat lehčích fumetů, které jsou podstatou chuti ryb, masa a zeleniny. Vytvářel oblohy a omáčky, které měly chuť jídla podtrhnout. Escoffier čerpal inspiraci z vlastních receptů a receptů od Carême, Duboise a z publikace Tailleventova Viandera z roku 1897. Dalším zdrojem byly vesnické pokrmy, které přetvořil na haute cuisine. Vynalezl mnoho nových jídel, jako je pêche Melba a crêpes Suzette. Knihu Le Guide Culinaire čtyřikrát inovoval a poslední vydání obsahovalo více než pět tisíci receptů.

### Polovina 20. století - konec 20. století

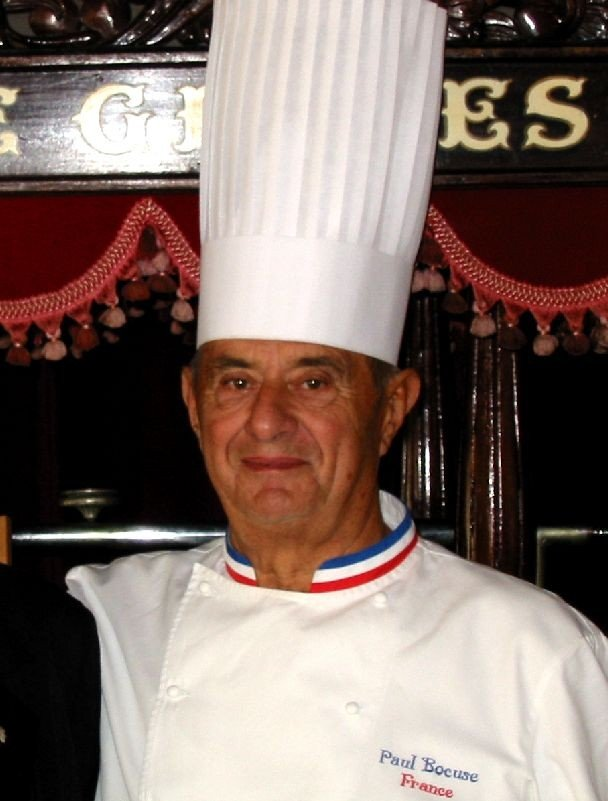
Paul Bocuse

Šedesátá léta 20. století přinesla do francouzské kuchyně inovativní myšlenky, zejména díky portugalským přistěhovalcům. Vzniklo mnoho nových jídel a technik a toto období bylo nazváno nouvelle cuisine (nová kuchyně). Tento termín byl ve francouzské kuchyni použit několikrát. Již v roce 1740 pro kuchyni Vincenta La Chapelle, Françoise Marina a Menona, a během let 1880 a 1890 pro Escoffierův způsob vaření. Během šedesátých let byl znovu použit dvěma autory Henri Gaultem a Christianem Millauem, kteří popisovali způsob vaření Paula Bocuse, Jeana Troigrose, Pierra Troigrose, Michela Guérarda, Rogera Vergéa a Raimonda Olivera. Někteří z šéfkuchařů byli studenty Fernanda Pointa ve vídeňském hotelu Pyramide. Gault a Millau popsali nový styl vaření v deseti bodech:
- odmítli příliš komplikovaný způsob vaření.
- snížili dobu vaření ryb, mořských plodů, pernaté zvěře, telecího masa, zeleniny a paštik, aby si tyto potraviny zachovaly přirozenou chuť. Důležitým způsobem vaření se stalo napařování.
- zavedli vaření z co možná nejčerstvějších ingrediencí.
- zavedli menší menu.
- přestali používat silné marinády na maso a zvěřinu.
- přestali používat těžké omáčky, espagnole a bešamelovou omáčku, které jsou zahušťované jíškou. Začali ochucovat pokrmy čerstvými bylinkami, kvalitním máslem, citrónovou šťávou a octem.
- používali pro inspiraci regionální pokrmy.
- začali používat moderní vybavení i mikrovlnné trouby.
- věnovali velkou pozornost dietnímu stravování.
- vytvářeli nové kombinace jídel.

V polovině osmdesátých let kuchařští recenzenti uvedli, že se tento styl vyčerpal a mnoho kuchařů se začíná vracet ke stylu vaření haute cuisine.

## Suroviny

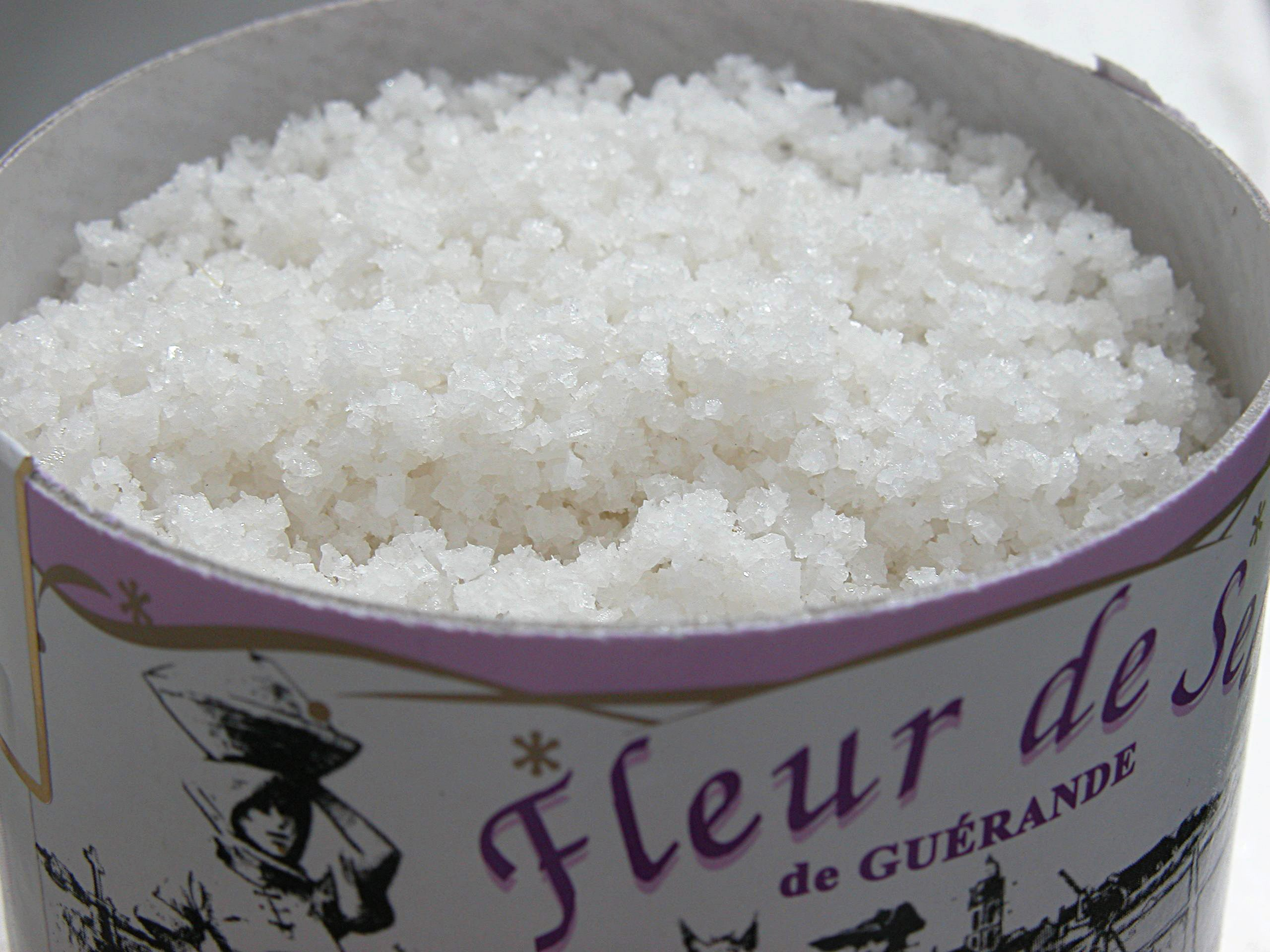
Mořská sůl (fleur de sel) z Guérande

Vzhledem k velikosti a různorodosti Francie je francouzská kuchyně rozdělena na regionální kuchyně. Každý region má své oblíbené druhy masa a speciální přípravu masitých jídel. Mezi používané druhy masa patří poulet (kuře), holub, dinde (krocan), canard (kachna), oie (husa, foie gras), bœuf (hovězí maso), veau (telecí), vepřové maso), agneau (jehněčí maso), mouton (skopové maso), lapin (králík), caille (křepelka), cheval (koňské maso ), grenouille (žabí stehýnka) a escargot (šneci). Běžně konzumované ryby a mořské plody zahrnují tresky, sardinky v konzervách, čerstvé sardinky, tuňáka v konzervách, čerstvého tuňáka, lososa, pstruha, mušle, sledě, ústřice, krevety a kalamáry. Vejce jsou velmi oblíbené a většinou se připravují jako omeleta, vařená natvrdo s majonézou, míchaná obyčejná, míchaná podle haute cuisine (vysoké kuchyně) a oeuf à la coque.
Všechny regionální kuchyně obvykle používají místní zeleninu, například pomme de terre (brambory), fazole verts (typ francouzských zelených fazolí), carotte (mrkev), poireau (pórek), navet (vodnice), aubergine lilek, courgette (cuketa), a échalotte (šalotka). Mezi běžně používané ovoce patří pomeranče, rajčata, mandarinky, broskve, meruňky, jablka, hrušky, švestky, třešně, jahod, maliny, červený rybíz, ostružiny, hroznové víno, grapefruity a černý rybíz.
Každá oblast má své oblíbené místní houby, jako lanýže, champignon de Paris (žampiony), chanterelle ou girolle (liška obecná), pleurote en huître (hlíva ústřičná) a cèpes (porcini).
Byliny a koření se liší podle oblasti a používá se zejména fleur de sel, herbes de Provence, estragon, rozmarýn, majoránku, levanduli, tymián, fenykl a šalvěj.

## Sezónní speciality
Francouzská kuchyně se mění v závislosti na ročním období. V létě jsou oblíbené saláty a ovocné mísy, protože jsou osvěžující. Na konci léta roste hodně hub, které se po celé Francii připravují především dušením. Lovecká sezóna začíná v září a trvá do února. V té době se připravují všechny druhy zvěřiny. Na přelomu zimy a jara jsou na vrcholu korýši a ústřice. Raci mají krátkou lovnou sezónu a jejich chytání mimo sezónu je nezákonné.
Sezónní potraviny se nakupují na trzích, které se konají v určitých dnech. Zákazníci tam nakupují především ovoce, zeleninu a ryby. Čerstvé potraviny se dostanou i v supermarketech nebo specializovaných obchodech.

## Nápoje
Ve francouzské kuchyni se nápojům, kterými začíná konzumace jídla, říká apéritifs (aperitiv), ty, které jídlo uzavírají, se říká digestiv. Aperitivy jsou suché Suze, Calvados, Armagnac, ale také Kir, Champagne a někdy i mírné alkoholické nápoje, jako crèmes. Jako degestiv pro zakončení jídla jsou vhodné likéry (Chartreuse) nebo likérová vína (Grand Marnier), ale i koňaky.
Během jídla se pije víno a voda. Suché bílé víno jako Alsace, Sauvignon se doplňuje s dary moře. Červená vína jsou ideální k červeným masům a sýru, například Bordeaux, Bourgogne, Merlot, Anjou. Lehce slazená vína jsou vhodná k většině dezertů, například Sauternes, Coteaux du Layon. Vína rosé jsou chutná, ovocná a měkká, mohou tak doprovázet mnoho pokrmů. Suché rosé podporuje zeleninové saláty (Tavel), polosladké rosé může doprovázet ovocné saláty nebo tartes aux fruits (ovocné koláče) a sladké rosé jemné dezerty jako crème brûlée. Voda nesmí chybět na žádném stole, nazývá se eau de table a nejoblíbenější je Badoit. Francouzi si rádi připíjejí i šampaňským.
Víno se používá také jako ingredience do mnoha pokrmů, při pečení masa a do omáček. Vin chaud je recept a také nápoj.

## Stravování

### Snídaně

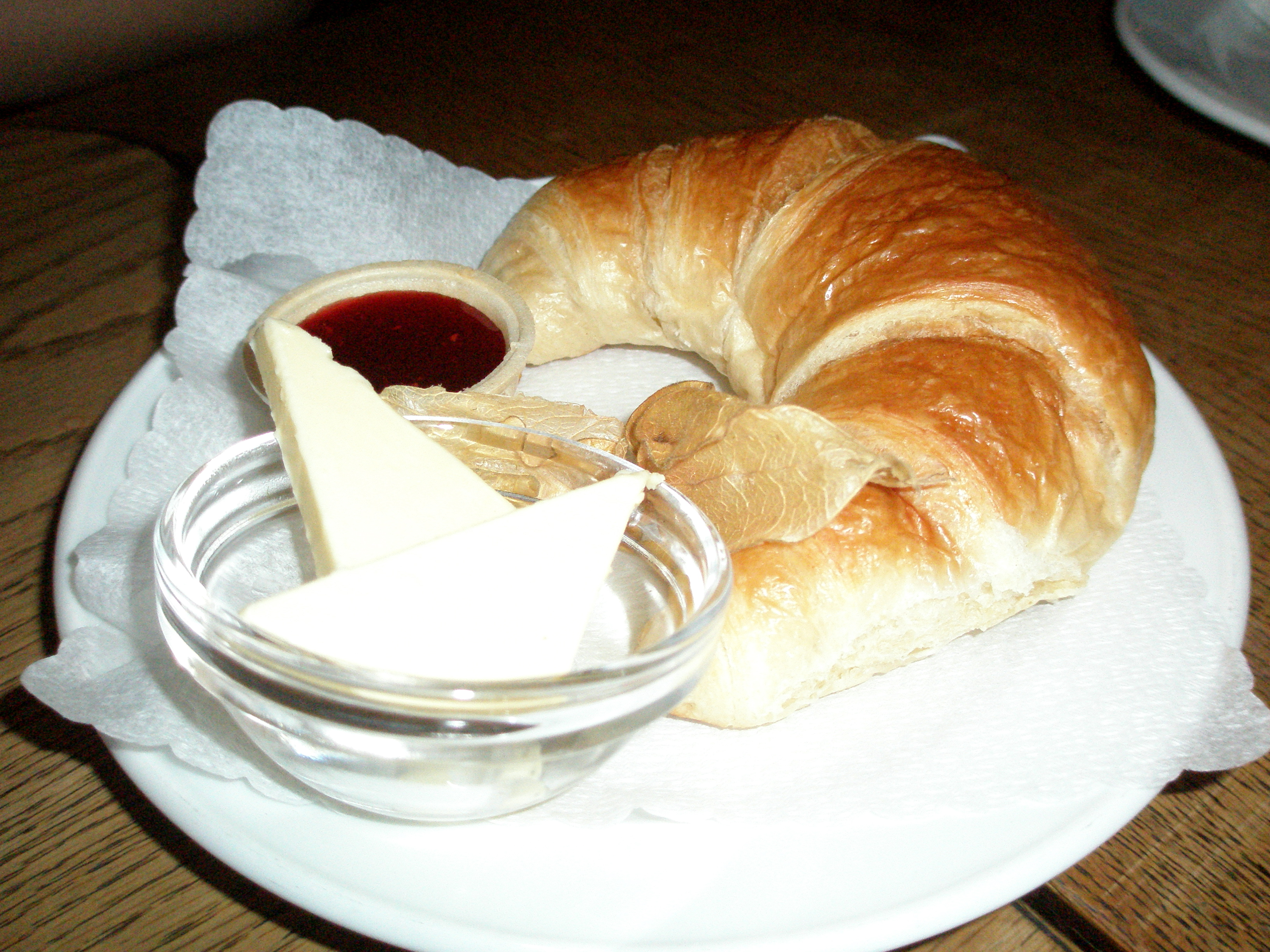
Francouzské Croissanty

Le petit déjeuner (snídaně) je rychlé jídlo skládající se z tartines (plátků francouzského chleba s džemem nebo želé), croissantů nebo pain au chocolat (taštiček plněných čokoládou). Dospělí pijí kávu nebo čaj. Děti často pijí horkou čokoládu. Snídaně se podávají také v kavárnách, které otevírají brzy ráno.

### Oběd

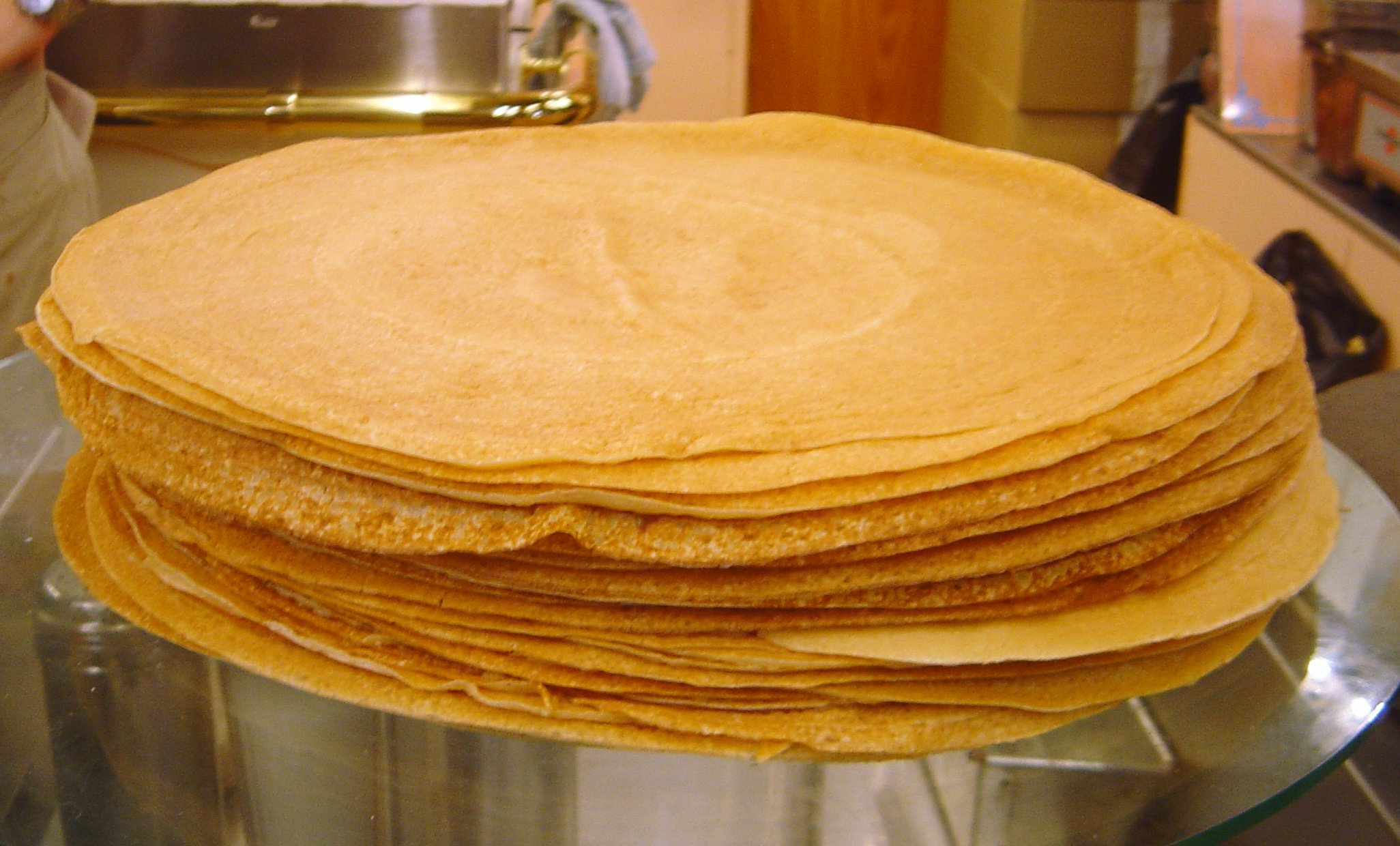
Francouzské crêpes

Le déjeuner (oběd) kdysi trval dvě hodiny, ale v současnosti je mnohem kratší. Jen nedělní obědy jsou delší a účastní se jich celá rodina. Ve velkých městech se většina pracujících a studentů stravuje v podnikových nebo školních jídelnách. Úřednici často dostávají poukázky na oběd, které mohou být použity ve většině restaurací, supermarketů a traiteurs (denní restaurace). V menších městech chodí zaměstnanci často na oběd domů. Oblíbený zejména mezi dělníky je sendvič, někdy i s dezertem. Obě jídla se prodávají v pekárnách a supermarketech za nízké ceny.

### Večeře
Le dîner (večeře) se obvykle skládá ze tří chodů, první je hors d'œuvre (předkrm) nebo entrée (často polévka). Následuje plat principal (hlavní jídlo) a poslední chod je salát, sýr, jogurt nebo dezert (často ovoce). Hlavní masové chody se podávají se zeleninou, rýží nebo těstovinami. K jídlu se podává bageta, chléb, víno a minerální vody. Restaurace otevírají na večeři v 19:30 a objednávky přestávají přijímat mezi 22:00 a 23:00 hodin.

## Regionální kuchyně

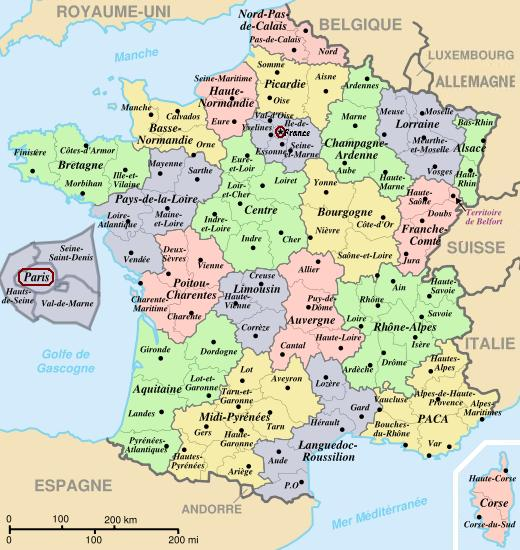
22 regionů a 96 krajů Francie, včetně Korsiky (Corse, vpravo dole)

Francouzská regionální kuchyně je charakteristická svoji velkou rozmanitostí a stylem. Tradičně má každý region svou vlastní kuchyni, které si její obyvatelé cení a dodržují tradiční recepty předávané po pokolení.

### Paříž a Île-de-France
Paříž Île-de-France jsou centrální oblasti velkoměsta, kde se setkávají všechny regionální a mezinárodní kuchyně. V Paříži existuje více než 9.000 restaurací a k dostání jsou zde téměř všechny suroviny a potraviny. Množí se zde restaurace, které byly vysoce oceněny v Michelinově průvodci.

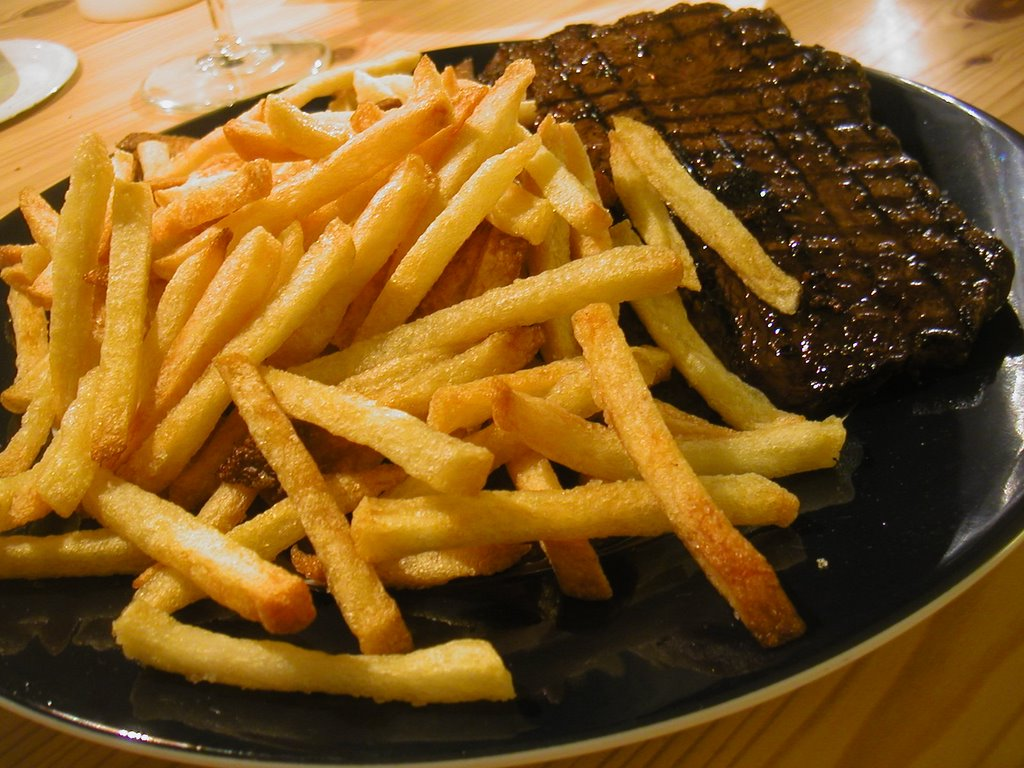
Steak s hranolky je jednoduché a populární jídlo

### Champagne, Lotrinsko a Alsasko
V kraji Champagne je populární zvěřina a šunka, stejně jako zvláštní šumivé víno, známé jako Champagne. Z Lotrinska pocházejí jemné ovocné zavařeniny a lotrinský koláč. Alsasko je silně ovlivněno německou kulinářskou kulturou, zejména užívání vepřového masa. Víno a pivo vyrobené v této oblasti je podobného sousednímu německému.

### Nord-Pas-de-Calais, Picardy, Normandie a Bretaň
Pobřeží je bohaté na korýše, kanice, ďasy a sledě. Normandie je proslulá mořskými plody, jako jsou hřebenatky a platýzi. Bretaň je zásobárnou mořských krabů, raků a slávek.

Normandie je známá pěstováním jabloní. Jablka jsou často používána do jídel, vyrábí se z nich jablečný mošt a Calvados. Pohanka roste hojně v Bretani a využívá se v regionu Galette, nazývaném jalet, místo kde tento pokrm vznikl. V severních oblastech regionu, a to zejména v departementu Nord, se pěstuje pšenice, cukrová řepa, čekanka, květák a artyčoky.

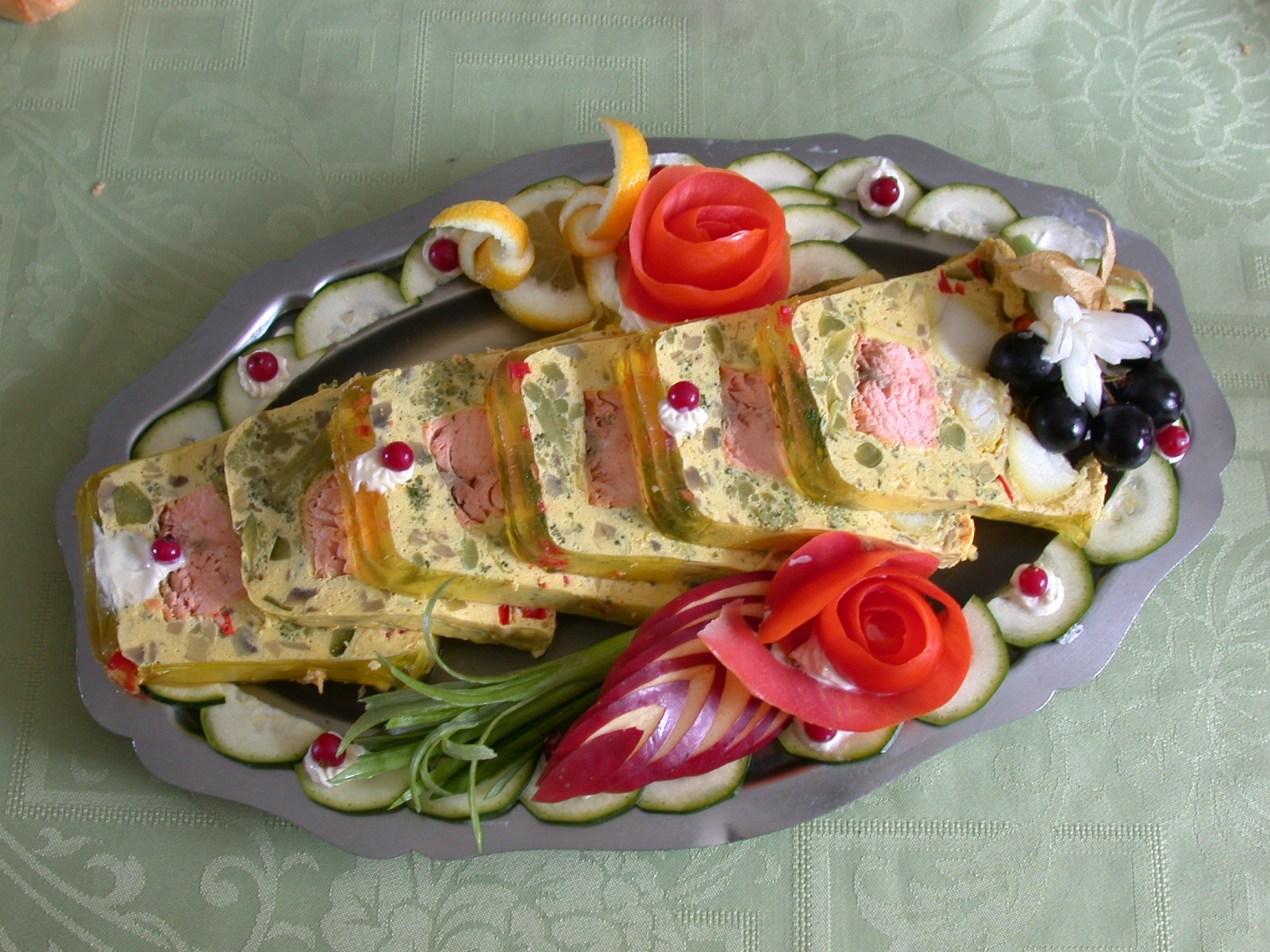
Bazalková terinna z lososa (francouzská sekaná)

### Údolí Loiry a střední Francie
V kuchyni jsou oblíbené ryby, často podávané s omáčkou beurre blanc. Hojně se připravuje divočina, jehněčí, telecí, charolaiský skot, drůbež Géline a kozí sýry. Často se v kuchyni používá mladá zelenina, specialitou regionu jsou houby, žampiony, champignons de Paris. Speciální přísadou jsou octy z Orléans.
V údolí Loiry a ve střední Francii se pěstuje mnoho druhů ovoce, včetně třešní pěstovaných na likér Guignolet a hrušek Belle Angevine. Oblíbené jsou i jahody a melouny.

### Burgundsko a Franche-Comté

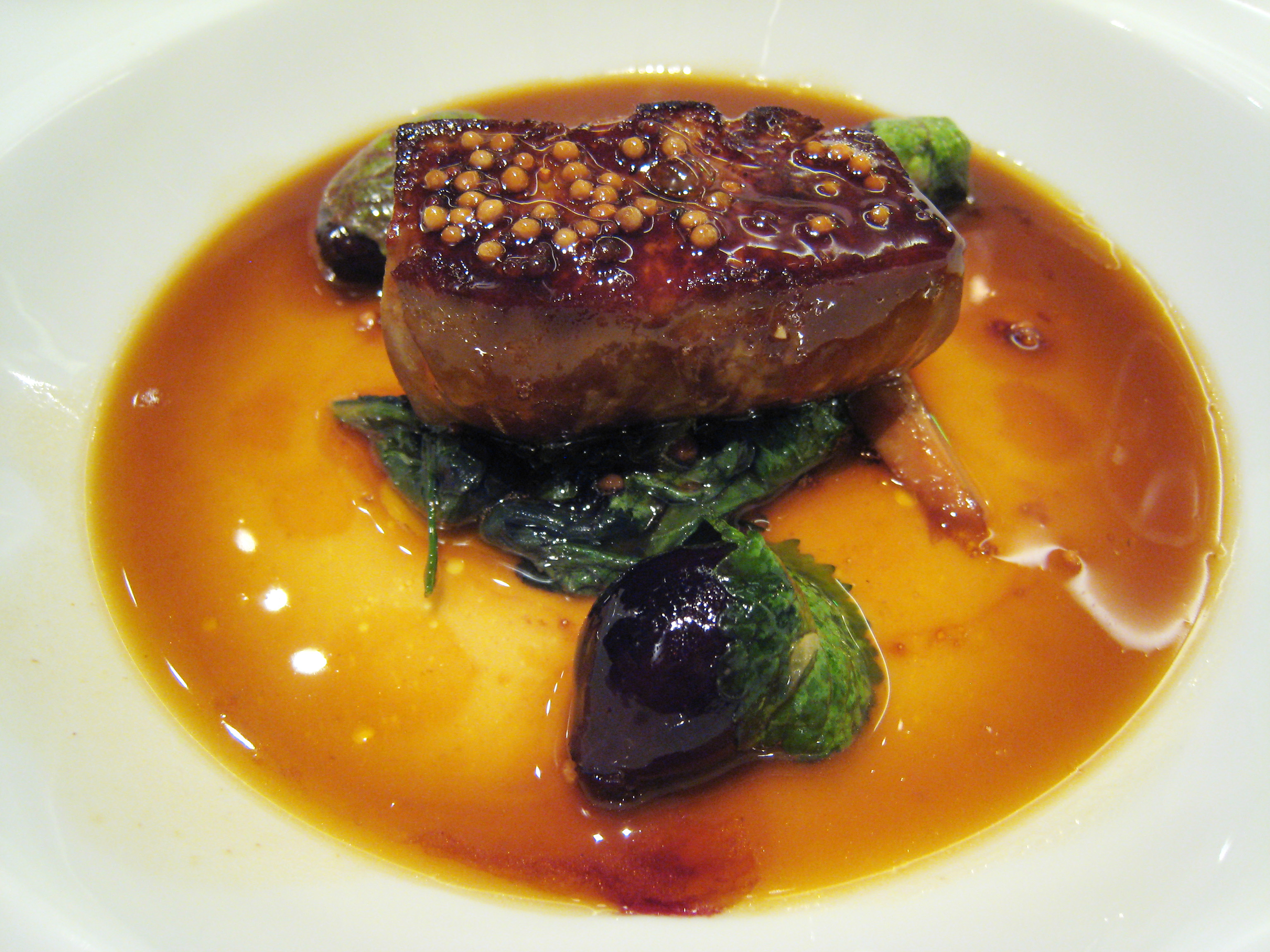
Paštika s hořčičnými semínky a zelenou cibulí v kachně

Specialitami místní kuchyně jak Burgundska, tak Franche-Comté, jsou štika, okoun, říční kraby, šneci, drůbež z Bresse, charolaiský skot – hovězí maso nebo zvěřina, medovník, Chaource a Époisses de Bourgogne. Uzené maso a další speciality jsou vyráběny v kraji Jura. V kuchyni se používají oleje, především ořechový a řepkový. Pěstuje se zde červený a černý rybíz, ze kterého se vyrábí oblíbený likér Crème de cassis. Dijonská hořčice je další specialitou místní kuchyně. Burgundsko je známé pěstováním a vývozem vína.

### Lyon-Rhône-Alpes
Drůbež z Bresse, perličky z Drôme a ryby z jezera Dombes jsou známé po celé Francii. Města Lyon a Savoy jsou známé výrobou mnoha druhů klobás. Alpský region dodává své speciální sýry, jako je Beaufort, Abondance, Reblochon, Tomme a Vacherin. V kuchyni údolí Rhôny je populární ovoce a mladá zelenina. V tomto regionu se nachází pohoří Chartreuse a v tamním klášteře se vyrábí likér Chartreuse.

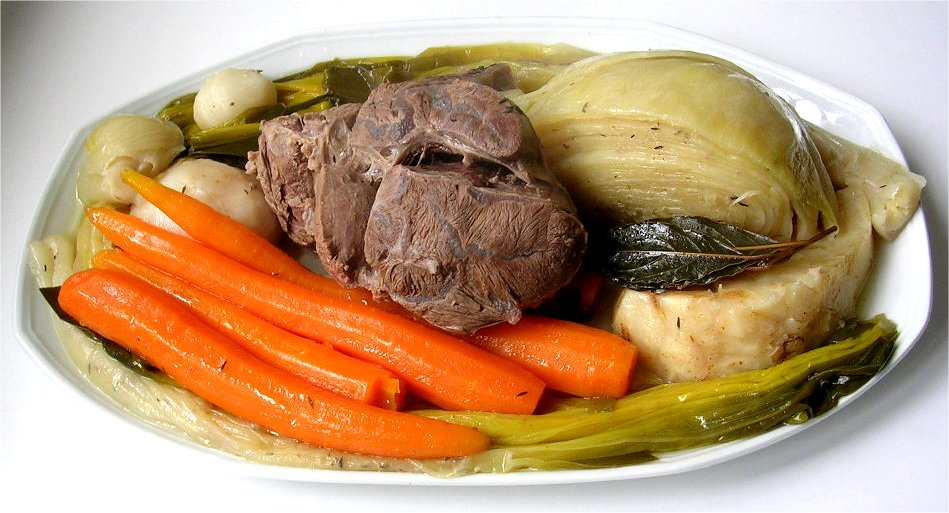
Pot au feu – obsah vývaru z minimálně dvou druhů masa, zeleniny a vnitřností

Mezi slavné kuchaře této oblasti patří Fernand Point, Paul Bocuse, bratři Troisgrosovi a Alain Chapel.

### Poitou-Charentes a Limousin

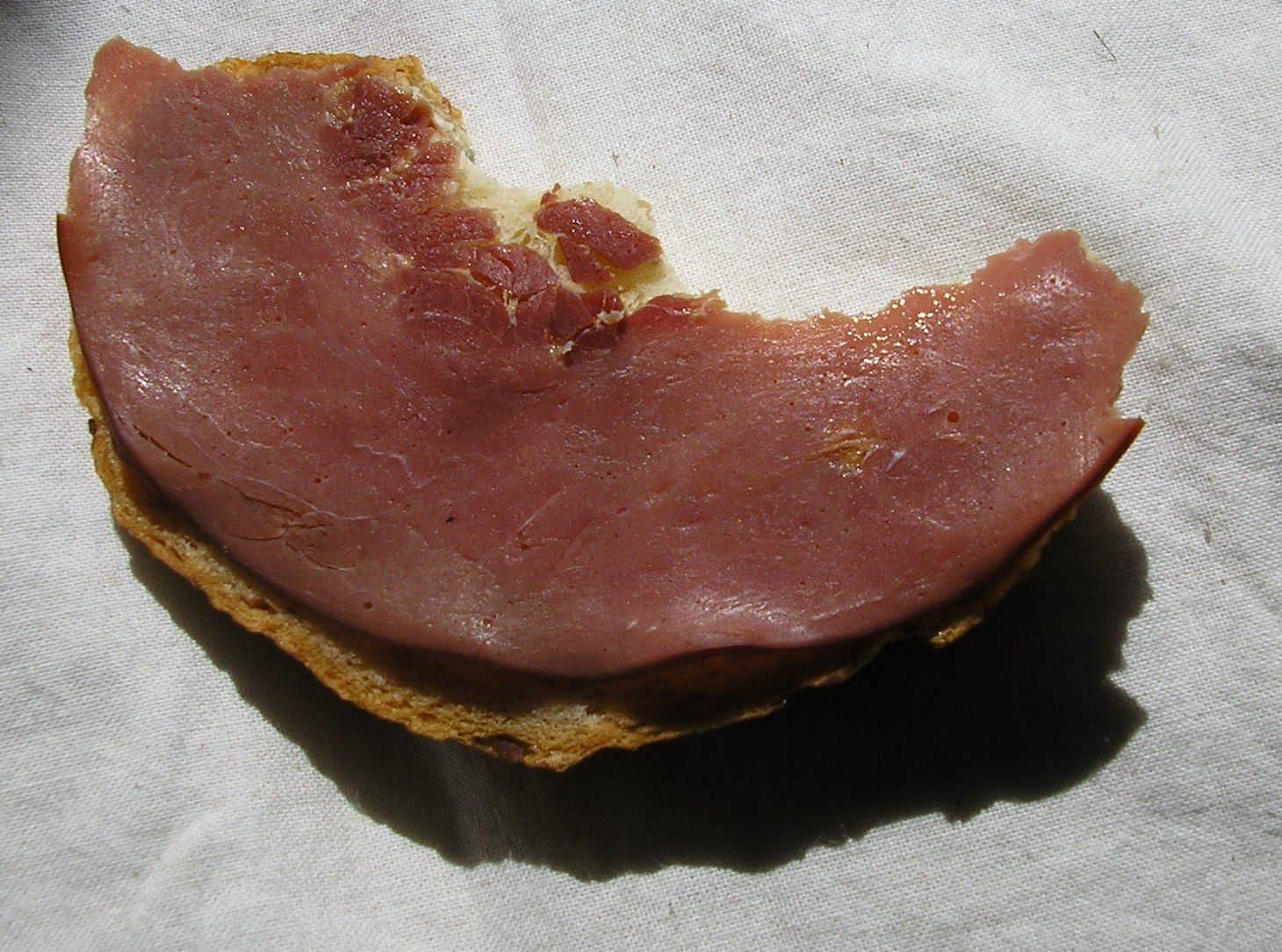
Uzené a solené koňské maso

Ústřice pocházejí z Oléron-Marennes, slávky pocházejí z Bay Aiguillon. Ve Vendée jsou pastviny skotu Parthenaise, zatímco drůbež je chována v Challans. Region Limousin je domovem skotu Limousin a ovcí. Zalesněné oblasti nabízejí divočinu a houby. V Poitou a Charente se údajně vyrábí nejlepší máslo a smetana v celé Francii. Ve venkovských oblastech se připravuje oblíbený kozí sýr. V této oblasti podél řeky Charente se také vyrábí koňak.

### Bordeaux, Périgord, Gaskoňsko a Basque

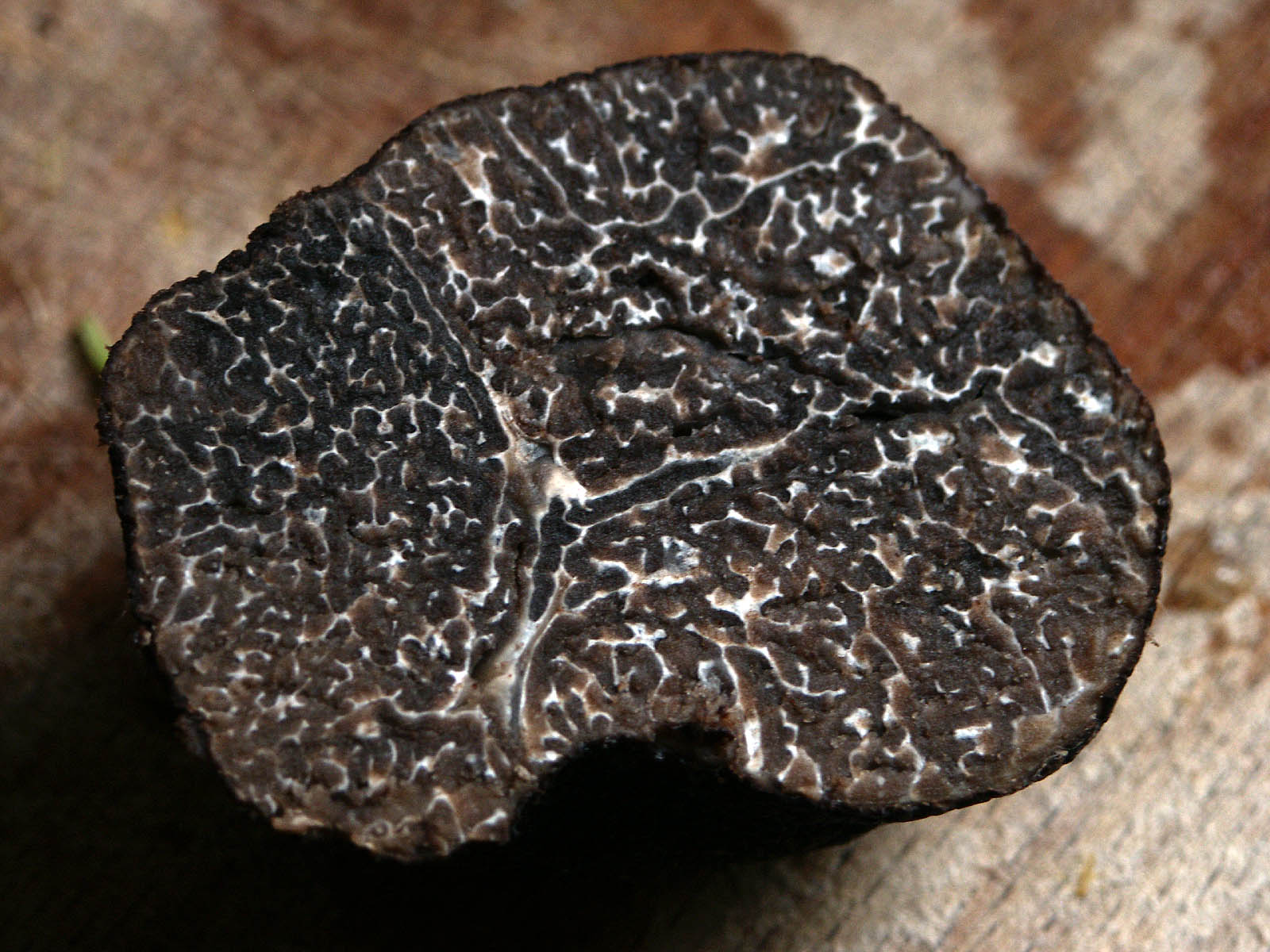
Černé lanýže - Black Truffle z oblasti Périgord

V Biskajském zálivu a v Garonně je populární mořský rybolov, v Pyrenejích říční rybolov. Obyvatelé Pyrenejí dále produkují jehněčí maso, Agneau de Pauillac, a ovčí sýry. K hovězímu skotu chovanému v tomto kraji patří Blonde d´Aquitaine, Boeuf de Chalosse, Boeuf Gras de Bazas a Garonnaise.
V této oblasti se také chovají kuřata, krůty, holuby, kapouni, husy a kachny. Specialitou je výroba foie gras a chov hus nebo kachen vykrmovaných na játra. Kuchyně Gaskoňska a Périgordu produkují kvalitní paštiky, terina, konfit a magrets. Známé jsou i sušené švestky z Agen. Vinný destilát Armagnac pochází z této oblasti. Bordeaux je známé svým vínem, stejně jako celá jihozápadní Francie.

### Toulouse, Quercy a Aveyron
Středisko Gers je známé chovem drůbeže, zatímco oblasti Montagne Noire a Lacaune nabízejí šunku a suché salámy. Známé jsou klobásy saucisse de Toulouse, které se používají do toulouského fazolového pokrmu cassouletu. V této oblasti se pěstuje bílá kukuřice pro výkrm kachen a hus pro foie gras, ale také na přípravu millas, kukuřičné kaše. Městečko Salers se specializuje na chov hovězího a telecího skotu s produkcí masa, mléka a sýrů. Oblíbenou pochoutkou v této oblasti je maso z velmi mladých jehňat.

V kraji Aveyronu se nepasterované ovčí mléko používá k výrobě sýru Roquefort. V Laguiole se vyrábí sýr Cantal a v Rocamadouru sýr Cabécou. Oblast Causses du Quercy s vápenatou půdou je příznivá pro chov koz a výrobu kozího sýra.

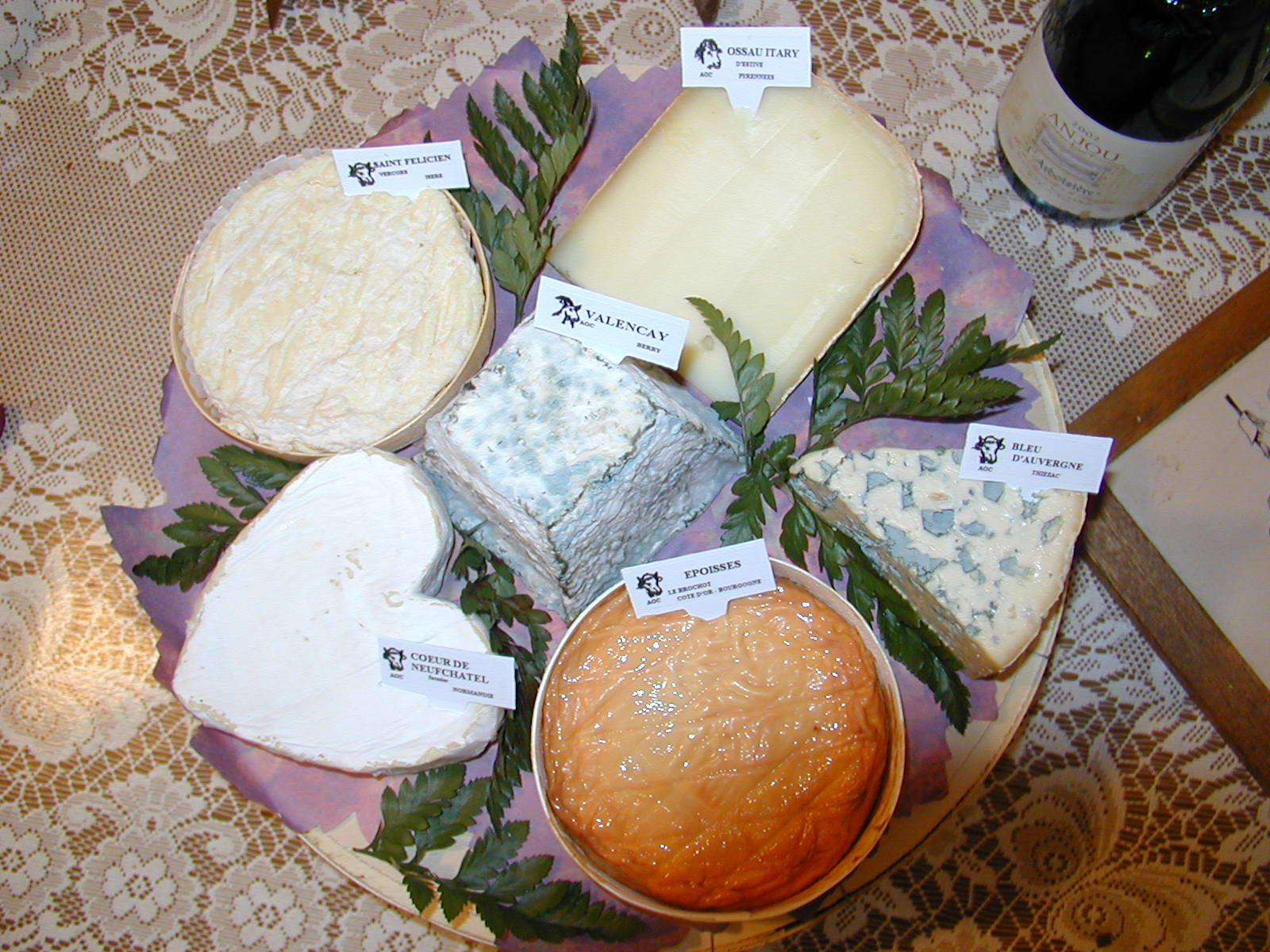
Francouzské sýry

Oblast Cahors je známá speciálním černým vínem, stejně jako vysoce kvalitními lanýži a žampiony.

### Roussillon, Languedoc a Cévennes

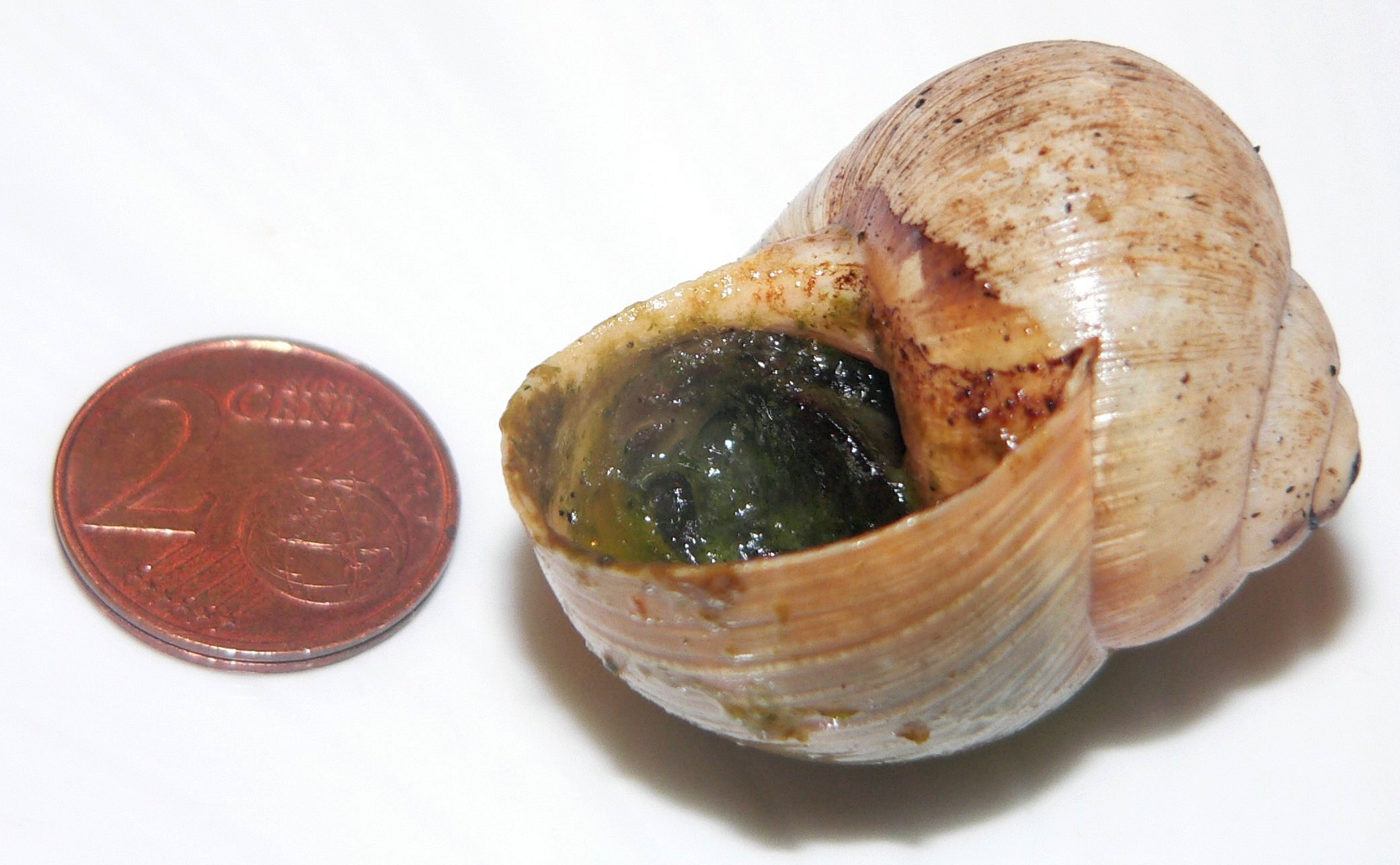
Escargot à la bourguignonne (šnek vařený v ulitě s česnekem a petrželkou na másle)

Z Languedocu pochází Jambon cru, někdy známý také jako Jambon de Montagne. Sýr Roquefort se vyrábí z ovcí Brebis, které jsou chované na Larzacké plošině. Oblast Cévennes nabízí žampiony, kaštany, bobule, med, jehněčí, zvěřinu, klobásy, paštiky pâtés a kozí sýry. Vliv Katalánska je vidět na pokrmu brandade, pyré ze sušených tresek, které jsou zabalené v listech mangoldu. Také šneci jsou připravováni katalánským stylem, známým jako cargolade. Kančí maso se připravuje v horských regionech kraje Midi.
Ústřice pocházejí z Etang de Thau a jsou servírovány v restauracích Bouzigues, Meze a Sète. Známé rybí speciality – Sète, Bourride, a Tielles Rouille de seiche a také slávky.

### Provence a Côte d'Azur
Oblast Provence a Côte d'Azur je největším francouzským pěstitelem a dodavatelem citrusů, zeleniny, ovoce a bylinek. Nejznámější levandule je používána v mnoha jídlech v Haute Provence. Další pěstované byliny jsou tymián, šalvěj, rozmarýn, bazalka, saturejka, fenykl, majoránka, estragon, oregano a bobkový list. V regionu se také produkuje největší množství oliv a vyrábí se z nich olivový olej. V celé pobřežní oblasti se využívají mořské plody. Dále je to kozí sýr, sušené klobásy, jehněčí, hovězí a kuřata.
Česnek a ančovičky jsou používány v mnoha místních omáčkách. Do omáčky Poulet Provençal patří nejenom česnek, ale i bílé víno, rajčata, bylinky a někdy i ančovičky. Kuchyně této oblasti využívá hojně zeleninu pro odlehčení jídel. Lanýže jsou v Provence obyčejně k vidění během zimy. Nejsevernější rýžovou oblastí v Evropě je Camargue. Pěstuje se zde i speciální červená rýže.
Tradičními dezerty jsou v Provence kdoulový sýr, sušenky, mandle, nugát, jablka a fugas (chléb). Ceněnou přísadou je med.

### Korsika
Běžné jsou čerstvé ryby a mořské plody. Vepřové maso se používá k výrobě jemné šunky, klobás a další tradičních potravin, včetně coppa (nakrájená sušená žebra), lonzu (sušené vepřové panenky), figatella, salumu (sušená klobása), salcietta, panzetta, slanina, figarettu (uzená a sušená játrovka) a prisuttu (farmářská šunka). Na ostrově Korsika se hojně chovají kozy a ovce. Jehněčí maso se používá k přípravě pokrmů, jako je stufato, ragú a jehněčí pečeně. Nejpopulárnějším zde vyráběným sýrem je brocciu.
Pěstují se zda i klementýnky (označení AOC), citrony, nektarinky a fíky. Kandované citrony se používají v nugátech a zákuscích, stejně jako brocciu a kaštany. Kaštany, rostoucí v lese Castagniccia, se používají k výrobě mouky, ze které se připravuje chleba, koláče a polenta. Žaludy se využívají i jako krmivo pro domácí i divoká prasata.
Korsika nabízí řadu vín a ovocných likérů, známá jsou Cap Corse, Patrimonio, Cédratine, Bonapartine, liquer de myrte, vins de fruit , Rappu a eau-de-vie de châtaigne.

## Historie restaurací

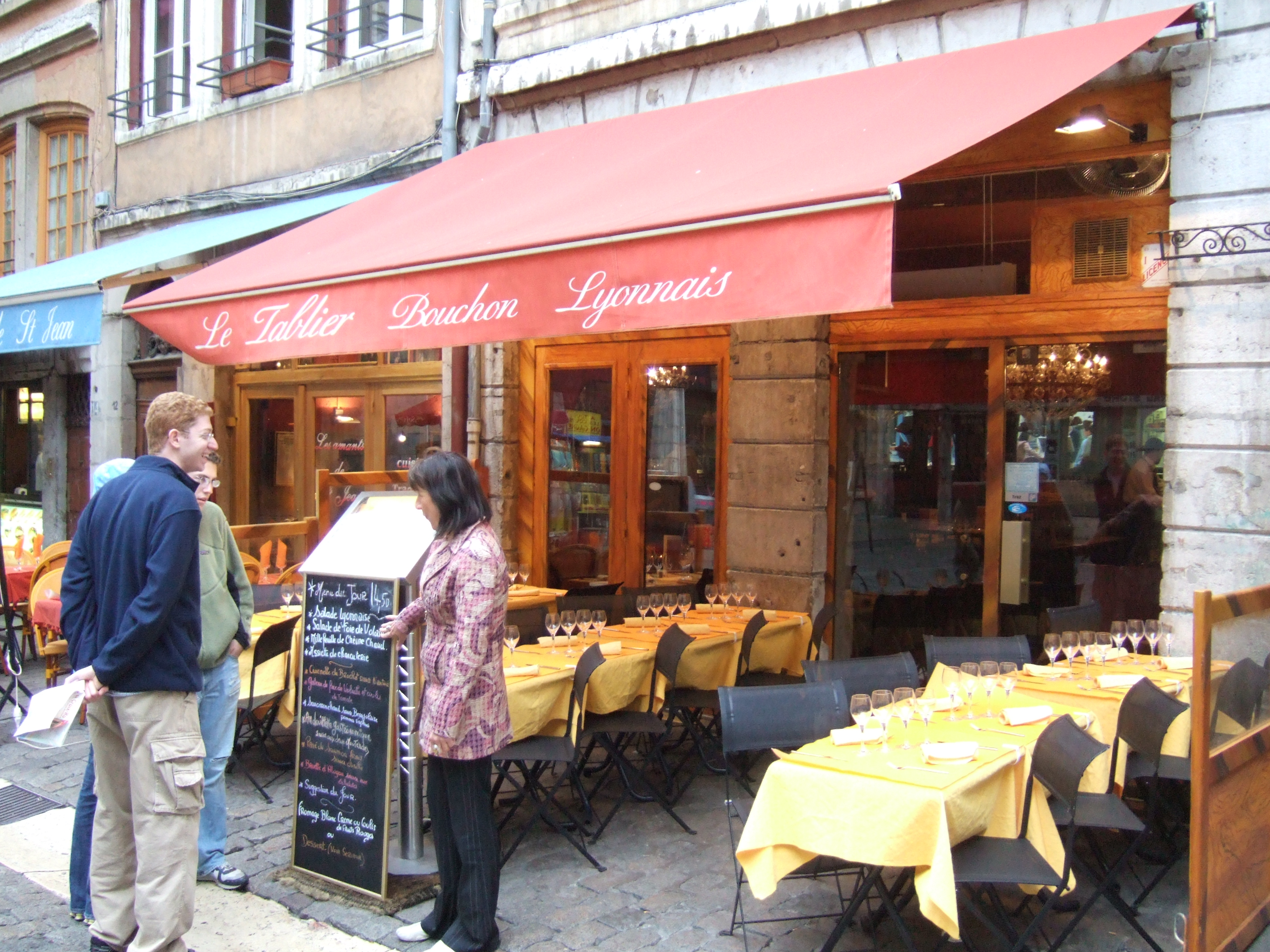
Le tablier ve Vieux Lyon

Moderní restaurace mají svůj původ ve francouzské kultuře a vznikaly koncem 18. století Členové kulinářských cechů nabízeli potraviny ve svých domovech stálým zákazníkům, kteří přicházeli každý den ve stanovený čas. Často nabízeli zákazníkům jídlo table d'hôte (menu za stanovenou cenu s velmi malým výběrem pokrmů).
Dalším krokem k moderní restauraci byla místa, která vznikala během let 1760–1770 a nabízela restorative vývary (posilující vývary), tedy restaurants. Z něj vznikl dnešní název restaurace. Tato místa byla otevřená po celý den, měla zdobené nádobí a rozumné ceny.
V roce 1782 otevřel Beauvilliers Antoine, šéfcukrář budoucího krále Ludvíka XVIII., jednu z nejpopulárnějších restaurací té doby Grande Taverne de Londres v pasážích Palais-Royal. I ostatní šéfkuchaři otevírali své restaurace a rozšiřovaly nabídku jídel. S příchodem francouzské revoluce a zrušením cechů byly tyto restaurace legalizovány a to konečně umožnilo rozvinout jejich samostatné podnikání.
| Česky                  | Francouzsky            | Popis |
| ---------------------- | ---------------------- | --- |
| Restaurant             | Restaurant             | Jen v Paříži je více než 5000 restaurací s různou úrovní cen a nabídek. Mají otevřeno v určité hodiny a běžně jeden zavírací den v týdnu. Hosté si mohou vybírat z tištěných menu. Některé nabízejí regionální menu, zatímco jiní nabídnou moderní menu. Podle zákona musí nabízet prix-fixe menu, i když prvotřídní restaurace se mohou snažit tento fakt skrývat. Několik francouzských restaurací se zaměřuje na vegetariánství. Michelin Guide ocenil mnoho lepších restaurací v této kategorii. |
| Bistro                 | Bistro                 | Menší restaurace často používají křídové tabule nebo textové menu. Mnozí provozují regionální kuchyni. Mezi pozoruhodné pokrmy patří coq au vin, pot-au-feu, konfit de canard, telecí játro a entrecôte. |
| Bistrot à Vin          | Bistrot à Vin          | Podobně jako v kabaretech nebo hospodách z minulosti ve Francii. Některé nabízejí levné alkoholické nápoje, zatímco jiné se pyšní nabídkou celou řadou historických vín. Potraviny v některých z nich jsou jednoduché, jako salámy, šunka a sýr, zatímco jiné nabízejí pokrmy podobné těm, které lze nalézt v bistru. |
| Bouchon                | Bouchon                | Nacházejí se v Lyonu, produkují tradiční Lyonnaiskou kuchyni, jako jsou klobásy, kachní pâté nebo vepřové pečeně. Jídla mohou být mastnější a silně orientována na maso. Je zde asi dvacet úředně označených tradiční bouchons, ale větší počet zařízení se takto samo označuje. |
| Pivovary               | Brasserie              | Tato zařízení byla založena v roce 1870 uprchlíky z Alsaska-Lotrinska. Podávají točené pivo, ale většina podává vína z Alsaska, jako Ryzlink, Sylvánské a Gewürztraminer. Nejoblíbenější jídla jsou zelí a mořské plody. Obecně platí, že pivnice jsou otevřeny po celý den a nabízí stejné menu. Pivnice mají tu výhodu, že nabízí nepřetržité služby po celý den, sedm dní v týdnu, zatímco restaurace jsou uzavřeny dva a půl dne v týdnu.                                                        |
| Café                   | Café                   | Zejména místa pro kávu a alkoholické nápoje. Stoly a židle jsou obvykle umístěny venku. Omezený výběr v sezóně nabízí croque monsieur (zapečený sendvič se šunkou a sýrem), saláty, moules-frites (mušle a pommes frites). Kavárny často otevírají brzy ráno a zavírají kolem devíti večer. |
| Salon de Thé           | Salon de Thé           | Tato místa jsou více podobná kavárnám ve zbytku světa. Tyto čajovny často nabízejí výběr zákusků a nenabízejí alkoholické nápoje. Mnohé z nich nabízejí jednoduché občerstvení, saláty a sendviče. Také nabízejí čaje, horkou čokoládu a chocolat à l'ancienne (populární čokoládový nápoj). Tato místa otevírají často těsně před polednem na oběd a zavírají pozdě odpoledne. |
| Bar                    | Bar                    | Založené podle amerického stylu, mnoho z nich na začátku 20. století (zejména kolem první světové války, kdy mladí Američané běžně pobývali ve Francii, zvláště v Paříži). Najdete zde koktejly, whisky, pastis a jiné alkoholické nápoje. |
| Estaminet (Kavárničky) | Estaminet (Kavárničky) | Typické pro region Nord-Pas-de-Calais. V těchto malý barech/restauracích se setkávali rolníci, důlní nebo textilní pracovníci. Vedle obvyklých nápojů (pivo a likéry), bylo možné si objednat i základní regionální jídlo, stejně jako hrát různé stolní hry. Tyto kavárničky téměř zmizely, ale nyní jsou považovány za součást historie Nord-Pas-de-Calais a proto jsou chráněny a propagovány. |

### Zaměstnanci restaurace

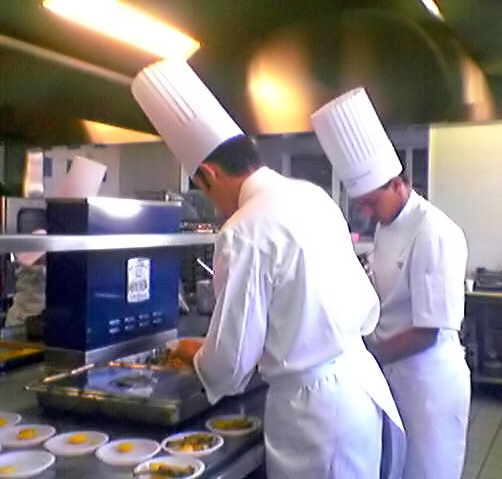
Kuchaři v akci

Větší restaurace a hotely ve Francii zaměstnávají široké spektrum pracovníků. Obyčejně jsou označováni jako kuchyňské brigády pro personál kuchyně, nebo jako brigády jídelen pro zaměstnance jídelny. Tento systém vytvořil Georges Auguste Escoffier. Tento systém strukturovaného týmu přenáší odpovědnost na určité osoby, které se specializují na určité úkoly. Následující seznam pozic platí jak v kuchyni, tak v jídelnách ve Francii: 
| Úsek              | Francouzsky                  | Česky                             | Povinnost |
| ----------------- | ---------------------------- | --------------------------------- | --- |
| Kuchyňská brigáda | Chef de cuisine              | Šéfkuchař                         | Odpovídá za celkové řízení kuchyně, dohlíží na zaměstnance, sestavuje menu a nové recepty s pomocí manažera restaurace, nakupuje suroviny, trénuje učně a udržuje sanitární a hygienické prostředí pro přípravu pokrmů.                                                    |
| Kuchyňská brigáda | Sous-chef de cuisine         | Zástupce šéfkuchaře               | Přijímá pokyny pro řízení kuchyně přímo od šéfkuchaře a často ho v jeho nepřítomnosti zastupuje. |
| Kuchyňská brigáda | Chef de partie               | Starší kuchař[zdroj?]             | Odpovídá za řízení dané části kuchyně, kde se specializují na přípravu zvláštních pokrmů. Ten, který pracuje v menší části, je označován jako demi-chef. |
| Kuchyňská brigáda | Cuisinier                    | Kuchař                            | Tato pozice je nezávislá část kuchyně, kde se obvykle připravují konkrétní jídla. Mohou být označeni jako Cuisinier de partie. |
| Kuchyňská brigáda | Commis                       | Mladší kuchař                     | Také pracuje v konkrétní části kuchyni, ale podléhá přímo chef de partie a stará se o náčiní pro danou část kuchyně. |
| Kuchyňská brigáda | Apprenti(e)                  | Učeň                              | Nejčastěji to jsou studenti, kteří získávají teoretickou výuku ve škole a praktickou výuku a praxi v kuchyni. Vykonávají přípravné práce a úklidové práce. |
| Kuchyňská brigáda | Plongeur                     | Umývač nádobí                     | Myje nádobí a může být pověřen základními přípravnými pracemi. |
| Kuchyňská brigáda | Marmiton                     | Umývač hrnců a pánví              | Ve větších restauracích se stará o všechny hrnce a pánve místo plongeura. |
| Kuchyňská brigáda | Saucier                      | Omáčkář                           | Připravuje omáčky, teplé předkrmy, doplňuje masové pokrmy a v menších restauracích se může pracovat na jídlech z ryb a připravuje restované položky. Je to jedno z nejuznávanějších míst v kuchyni.                                                                        |
| Kuchyňská brigáda | Rôtisseur                    | Pečenář[zdroj?]                   | Řídí tým kuchařů, kteří pečou, smaží a grilují. |
| Kuchyňská brigáda | Grillardin                   | Grilař[zdroj?]                    | Ve větší kuchyni tato osoba připravuje grilovaná jídla místo rôtisseura. |
| Kuchyňská brigáda | Friturier                    |                                   | Ve větší kuchyni tato osoba připravuje smažená jídla místo rôtisseura. |
| Kuchyňská brigáda | Poissonnier                  | Rybárník[zdroj?]                  | Připravuje jídla z ryb a mořských plodů. |
| Kuchyňská brigáda | Entremetier                  |                                   | Připravuje polévky a jiné pokrmy kromě masa nebo ryby, včetně zeleninových a vaječných jídel. |
| Kuchyňská brigáda | Potager                      | Polévkář                          | Ve větších kuchyních tato osoba podléhá entremetierovi a připravuje polévky. |
| Kuchyňská brigáda | Legumier                     | Zelinář[zdroj?]                   | Ve větších kuchyních také tato osoba podléhá entremetierovi a připravuje jídla ze zeleniny. |
| Kuchyňská brigáda | Garde manger                 | Přípravář studené kuchyně[zdroj?] | Je odpovědný za přípravu studených předkrmů, připravuje saláty, organizuje velký bufet a připravuje položky z uzenin. |
| Kuchyňská brigáda | Tournant                     |                                   | Pohybuje se po celé kuchyni a pomáhá v ostatních částech kuchyně. |
| Kuchyňská brigáda | Pâtissier                    | Cukrář                            | Připravuje dezerty a jiné cukrovinky a pro části kuchyně bez boulangera také připravuje chleby a další pečivo. Může také připravovat těsto pro restauraci. |
| Kuchyňská brigáda | Confiseur                    | Konfitér[zdroj?]                  | Ve větších restauracích připravuje místo pâtissiera cukrovinky a petit four. |
| Kuchyňská brigáda | Glacier                      | Zmrzlinář[zdroj?]                 | Ve větších restauracích připravuje místo pâtissiera chlazené a mražené dezerty. |
| Kuchyňská brigáda | Décorateur                   | Dekoratér[zdroj?]                 | Ve větších restauracích připravuje místo pâtissiera ukázkové kousky a speciální dorty. |
| Kuchyňská brigáda | Boulanger                    | Pekař                             | Ve větších restauracích připravuje místo pâtissiera chléb, koláče a snídaňové pečivo. |
| Kuchyňská brigáda | Boucher                      | Řezník                            | stará se o maso, drůbež a někdy i o ryby. Může mít na starosti i chov dobytka a ryb. |
| Kuchyňská brigáda | Aboyeur                      | Expeditér[zdroj?]                 | Bere objednávky od obsluhy a rozděluje je do různých částí kuchyně. Tuto pozici může vykonávat také sous-chef de partie. |
| Kuchyňská brigáda | Communard                    | Communard                         | Připravuje jídlo, které se podává personálu restaurace. |
| Kuchyňská brigáda | Garçon de cuisine            | Přípravář[zdroj?]                 | Ve větších restauracích provádí přípravné a pomocné práce pro podporu. |
| Brigáda jídelny   | Directeur de la restauration | Ředitel                           | Ve velkých hotelech, restauracích, barech, cateringových agenturách dohlíží na hospodářské, obchodní a administrativní povinnosti. |
| Brigáda jídelny   | Directeur de restaurant      | Provozní                          | Odpovídá za provoz restaurace, což zahrnuje řízení pracovníků, přijímání a propouštění zaměstnanců, vzdělávání zaměstnanců a ekonomických povinností v těchto věcech. Ve větších zařízeních může mít na této pozici asistenta, který ho nahradí v době jeho nepřítomnosti. |
| Brigáda jídelny   | Maître d'hotel               | Maître d'hotel                    | Vítá hosty a uvádí je ke stolům a dohlíží na obslužný personál. Je to osoba, které se běžně zabývá stížnostmi a ověřuje účty. |
| Brigáda jídelny   | Chef de salle                | Šéf sálu                          | Ve větších zařízeních má obyčejně na starosti servis pro celou jídelnu, tato funkce může být kombinována s maître d'hotel. |
| Brigáda jídelny   | Chef de rang                 | Chef de rang                      | Jídelna je rozdělena do sekcí, tzv. rangů. Každý rang je pod dohledem této osoby za účelem koordinace služeb s kuchyní. |
| Brigáda jídelny   | Demi-chef de rang            |                                   | Odklízí talíře mezi chody, není-li přítomen commis débarrasseur, plní skleničky vodou a pomáhá chef de rang. |
| Brigáda jídelny   | commis de rang               |                                   | Odklízí talíře mezi chody, není-li přítomen commis débarrasseur, plní skleničky vodou a pomáhá chef de rang. |
| Brigáda jídelny   | Commis débarrasseur          | Commis débarrasseur               | Odklízí talíře mezi chody a na konci uklidí stůl. |
| Brigáda jídelny   | Commis de suite              | Commis de suite                   | Ve větších zařízeních přináší různé chody z kuchyně ke stolu. |
| Brigáda jídelny   | Chef d'étage                 |                                   | Vysvětluje hostům menu a odpovídá na otázky. Často provádí přípravu jídel u stolu. Tato pozice může být v menších zařízeních kombinována s chef de rang. |
| Brigáda jídelny   | Chef de vin                  | Someliér                          | Spravuje vinný sklep, nakupuje a organizuje vína, připravuje vinný lístek. Také radí hostům s výběrem vína a servíruje jej. |
| Brigáda jídelny   | Sommelier                    | Someliér                          | Spravuje vinný sklep, nakupuje a organizuje vína, připravuje vinný lístek. Také radí hostům s výběrem vína a servíruje jej. |
| Brigáda jídelny   | chef sommelier               | Šéfsomeliér                       | Ve větších restauracích vede tým sommeliérů. |
| Brigáda jídelny   | chef caviste                 | Sklepmistr                        | Ve větších restauracích vede tým sommeliérů. |
| Brigáda jídelny   | Serveur de restaurant        | Servír[zdroj?]                    | V menších zařízeních plní více úkolů na různých pozicích, ve větších servíruje hostům jídlo a nápoje. |
| Brigáda jídelny   | Responsable de bar           | Vedoucí baru                      | Řídí bar v restauraci, což zahrnuje uspořádání a vytváření nápojových lístků, také dohlíží na najímání, školení a propouštění barmanů. Rovněž spravuje několik barů v hotelu.                                                                                              |
| Brigáda jídelny   | Chef de bar                  | Šéf baru[zdroj?]                  | Řídí bar v restauraci, což zahrnuje uspořádání a vytváření nápojových lístků, také dohlíží na najímání, školení a propouštění barmanů. Rovněž spravuje několik barů v hotelu.                                                                                              |
| Brigáda jídelny   | Barman                       | Barman                            | Servíruje hostům alkoholické nápoje. |
| Brigáda jídelny   | Dame du vestiaire            | Šatnářka                          | Obsluha šatny, která přijímá a vrací hostům kabáty a klobouky. |
| Brigáda jídelny   | Voituriers                   | Povozník[zdroj?]                  | Parkuje auta hostů a vrací jim je při odchodu. |